# Aesepus
Aesepus (or Aisêpos) was in de Ilias van Homerus de zoon de Naiade Abarbarea en Bucolion. 
Hij streed samen met zijn tweelingbroer Pedasus in de Trojaanse Oorlog aan de kant van de Trojanen. Hij werd gedood door Euryalus. 
In de Ilias komt ook een rivier voor die Aesepus wordt genoemd. Deze rivier ontsprong in de uitlopers van de berg Ida, nabij de stad Skepsis. Het mondde uit in de Hellespont nabij Zeleia. De gelijknamige riviergod was een der zonen van Oceanus en Tethys.